# ジャン・ドミニク・マラルディ
ジャン・ドミニク・マラルディ（Jean-Dominique Maraldi、1709年4月17日 - 1788年11月14日）はイタリアの天文学者である。ジャコーモ・フィリッポ・マラルディの甥である。
イタリアのペリナルドで生まれ、1727年にフランスのパリに移住した。1731年、フランスの科学アカデミー会員に選ばれた。1746年、ジャック・カッシーニと共にド・シェゾー彗星を観察中、ぼんやりとした星を2つ発見した。それは後に球状星団のM2とM15と名付けられた。この発見が彼を天文学の道に進ませることになった。1772年、マラルディは引退してイタリアに帰った。
月には彼と彼の甥の名を冠したマラルディクレーターがある。